# Train of Thought
Train of Thought je sedmé studiové album americké progresivní metalové skupiny Dream Theater, vydané 11. listopadu 2003 pod vydavatelstvím Elektra Records. Album produkoval John Petrucci s Mikem Portnoyem. Kapela se inspirovala reakcemi publika na tvrdší písně, které hráli na turné. Portnoy říká, že oni chtěli vytvořit tvdší album, plné temějších riffů, aby si získali nové metalové fanoušky. Většina písní z alba je zaznamenána živě na DVD Live At Budokan (2004).
Album bylo napsáno ve třech týdnech a to od 10.3.-3.4.2003 po kterém nejdříve byli nahrány bicí a nakonec vokály.

## Písně
Jak je typické pro Dream Theater v té době, album začíná stejným akordem kláves, kterým se ukončuje předešlé album Six Degrees of Inner Turbulence. Stejně tak i klávesy na konci alba můžeme slyšet na začátku dalšího alba Octavarium.

### As I Am
Části textu "As I Am " byly inspirovány letním turné s kapelou Queensrÿche, který popsal Mike Portnoy jako "nepříjemná show." Podle Portnoye, kytarista Queensrÿche Mike Stone se snažil dávat Johnu Petrucci tipy na hraní na kytaru, což vedlo Petruccio napsat slova: "Neříkej mi, co je in, řekni mi, jak psát".

### This Dying Soul
"This Dying Soul " pokračuje ve dvanácti krocích boje s alkoholismem, známé jako Twelve-step Suite, kde popisuje čtvrtý a pátý krok pod nazváním Reflections of Reality (Revisited) a Release. Slyšíme tam i některé odkazy na předchozí píseň jak v hudbě, tak v textu.

### Honor Thy Father
"Honor Thy Father" Mike Portnoy napsal o svém nevlastním otci. Když byl dotázán, co ho inspirovalo k napsání tu píseň, uvedl: "Nejsem moc dobrý v psaní milostné písně, tak jsem se rozhodl napsat píseň nenávisti". Některé instrumentální části skladby jsou převzaty z filmu Magnolia Paula Thomase Andersona. Jsou zde také části převzaté z filmu Tváří v tvář smrti, kde slyšíme dialog scnény hrané Seanem Pennem a Christopherem Walkenem. Ostatní hlasové části v písni byly převzaty z filmů Obyčejní lidé, Taková zvláštní rodinka, a Oz.

### Vacant
Text k "Vacant" byl inspirován dcerou Jamese Labrie, která padla do krátkého bezvědomí poté, co utrpěla náhlým, nevysvětlitelným záchvatem tři dny před jejími sedmými narozeninami. Hudbu složili pouze John Myung a Jordann Rudess. Na violoncello hraje Eugene Friesen.

### Stream of Consciousness
Jedná se o nejdelší instrumentální skladbu Dream Theater. Názvem "Stream of Consciousness " chtěli původně Petrucci a Portnoy pojmenovat album Falling Into Infinity, ale zbytek kapely to odmítlo, protože cítili, že to bylo příliš pompézní.

### In the Name of God
V čase mezi 5:51 a 6:07, je skrytá zpráva, která byla více než rok a půl neobjevená. Mike Portnoy se o tom zmínil ve svém Mike Portnoy: Live at Budokan Drum-Cam DVD více než rok později, aby tuto zprávu někdo našel. Zpráva byla nakonec rozluštěna. Fanoušek pod pseudonymem "DarrylRevok" zmínil, že jedná o zprávu v Morseově abecedě, která, přeložena do angličtiny zní: "jíst můj zadek a koule" (což je fráze Mika Portnoye).
Od času 12:56 lze slyšet v pravém kanálu píseň z americké občanské války "The Battle Hymn of the Republic". Jordan Rudess zahrál finální akord alba (od minuty14:06) nosem, jak je vidět z videa "Making Train of Thought".

## Seznam skladeb
| Pořadí         | Název                                                                    | Text             | Délka |
| -------------- | ------------------------------------------------------------------------ | ---------------- | ----- |
| 1.             | As I Am                                                                  | Petrucci         | 7:47  |
| 2.             | This Dying Soul - "IV. Reflections of Reality (Revisited)" - "V. Release | Portnoy          | 11:27 |
| 3.             | Endless Sacrifice                                                        | Petrucci         | 11:24 |
| 4.             | Honor Thy Father                                                         | Portnoy          | 10:14 |
| 5.             | Vacant                                                                   | LaBrie           | 2:57  |
| 6.             | Stream of Consciousness                                                  | -instrumentální- | 11:16 |
| 7.             | In the Name of God                                                       | Petrucci         | 14:16 |
| Celková délka: | Celková délka:                                                           | Celková délka:   | 69:21 |

## Sestava
- James LaBrie – zpěv
- John Petrucci – kytara, doprovodný zpěv
- John Myung – baskytara
- Jordan Rudess – klávesy
- Mike Portnoy – bicí, doprovodný zpěv
- Eugene Friesen – violoncello v písni Vacant (host)